# Umm el-Jimal

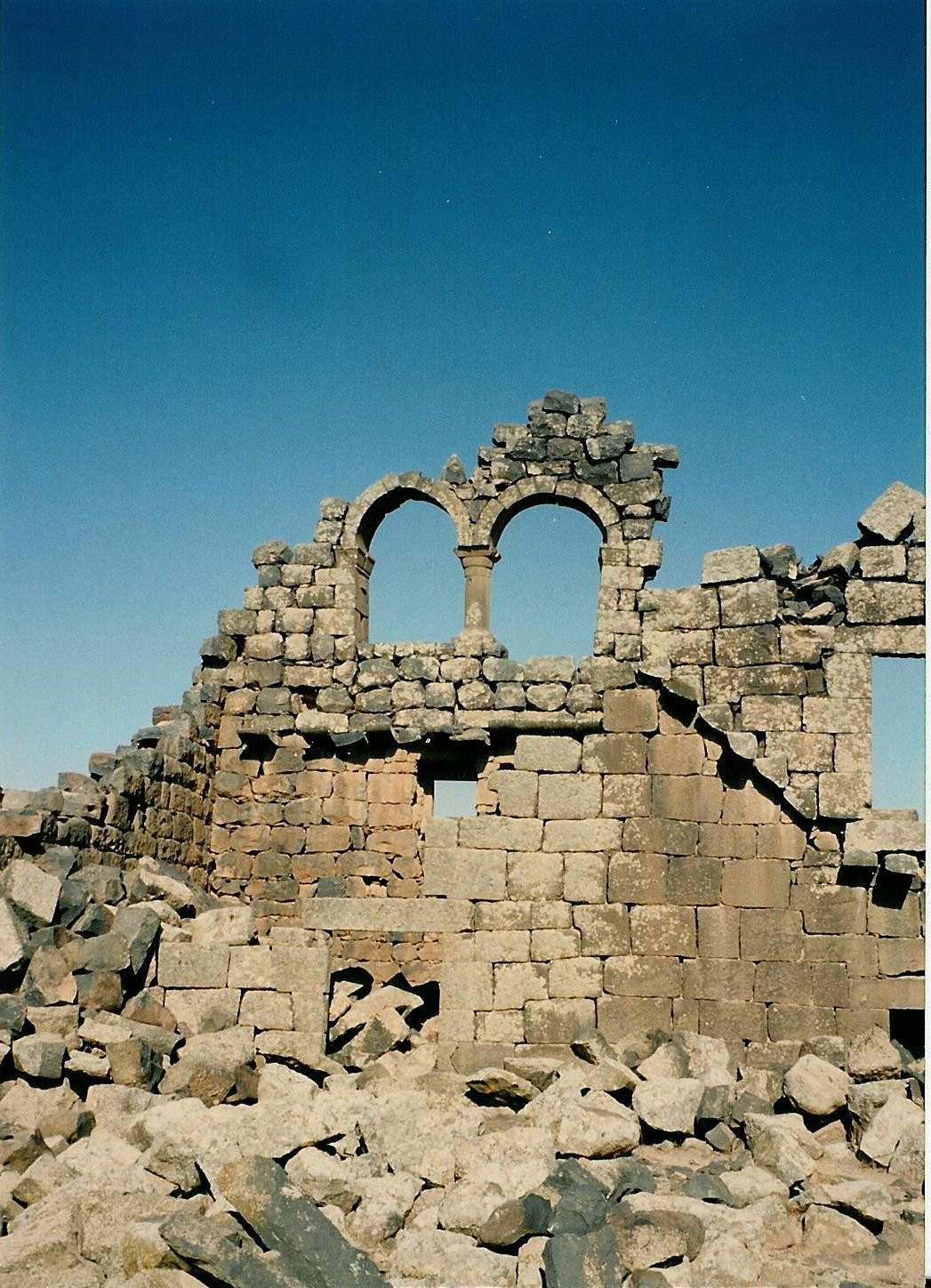
La doble ventana de la Casa XVIII en Umm el-Jimal, en 1993.

Umm el-Jimal (en árabe ام الجمال, "Madre de camellos") es una aldea situada en el norte de Jordania, a unos 17 km al oeste de Mafraq. Destaca principalmente por las notables ruinas de una ciudad bizantina (posteriormente islámica temprana) cuyos restos aún emergen visiblemente del suelo, así como por una villa romana situada al suroeste de los restos bizantinos.
La villa romana data del siglo II, y fue erigida tras la incorporación del reino de los nabateos al Imperio romano por parte de Trajano; perduró hasta mediados del siglo III, cuando fue destruida durante la rebelión contra los romanos dirigida por la reina Zenobia de Palmira.
Posteriormente se erigió en el lugar un puesto militar durante las fases finales del Bajo Imperio, para proteger la frontera oriental. Una próspera comunidad rural se desarrolló en torno a este puesto, alcanzando su apogeo ya en época bizantina, hacia el siglo VI. Las posteriores epidemias y los conflictos bélicos acaecidos en la zona (las Guerras Romano-Sasánidas y la expansión musulmana) debilitaron a la comunidad, hasta que el terremoto del 748 dañó tan severamente la ciudad que nunca pudo recuperarse del mismo.
El sitio permaneció deshabitado hasta principios del siglo XX, cuando una comunidad drusa ocupó Umm el-Jimal durante unos años, reutilizando las antiguas estructuras bizantinas, antes de abandonarlo de nuevo. El poblado actual fue establecido hacia 1950, y se construyó alrededor de los restos bizantinos.